# Алпайн (Вайоминг)
Алпайн (англ. Alpine) — город, расположенный в округе Линкольн (штат Вайоминг, США) с населением в 550 человек по статистическим данным переписи 2000 года.

## География
По данным Бюро переписи населения США город Алпайн имеет общую площадь в 1,81 квадратных километров, водных ресурсов в черте населённого пункта не имеется.
Город Алпайн расположен на высоте 1717 метров над уровнем моря.

## Демография
По данным переписи населения 2000 года в Алпайне проживало 550 человек, 146 семей, насчитывалось 217 домашних хозяйств и 274 жилых дома. Средняя плотность населения составляла около 304 человек на один квадратный километр. Расовый состав Алпайна по данным переписи распределился следующим образом: 96,73 % белых, 0,73 % — коренных американцев, 0,73 % — азиатов, 0,18 % — выходцев с тихоокеанских островов, 1,64 % — представителей смешанных рас.
Испаноговорящие составили 1,09 % от всех жителей города.
Из 217 домашних хозяйств в 27,6 % — воспитывали детей в возрасте до 18 лет, 61,8 % представляли собой совместно проживающие супружеские пары, в 5,1 % семей женщины проживали без мужей, 32,7 % не имели семей. 18,4 % от общего числа семей на момент переписи жили самостоятельно, при этом 3,2 % составили одинокие пожилые люди в возрасте 65 лет и старше. Средний размер домашнего хозяйства составил 2,53 человек, а средний размер семьи — 2,99 человек.
Население города по возрастному диапазону по данным переписи 2000 года распределилось следующим образом: 23,8 % — жители младше 18 лет, 6,5 % — между 18 и 24 годами, 36,7 % — от 25 до 44 лет, 25,3 % — от 45 до 64 лет и 7,6 % — в возрасте 65 лет и старше. Средний возраст жителей составил 36 лет. На каждые 100 женщин в Алпайне приходилось 107,5 мужчин, при этом на каждые сто женщин 18 лет и старше приходилось 97,6 мужчин также старше 18 лет.
Средний доход на одно домашнее хозяйство в городе составил 45 313 долларов США, а средний доход на одну семью — 47 813 долларов. При этом мужчины имели средний доход в 35 313 долларов США в год против 23 036 долларов среднегодового дохода у женщин. Доход на душу населения в городе составил 21 223 доллара в год. 3,4 % от всего числа семей в округе и 5,1 % от всей численности населения находилось на момент переписи населения за чертой бедности, при этом 4,1 % из них были моложе 18 лет.